# 클레인-크라머르스 방정식
물리학과 수학에서 클레인–크라머르스 방정식(영어: Klein–Kramers equation) 또는 때로는 크라머르스–찬드라세카르 방정식(영어: Kramers–Chandrasekhar equation)은 브라운 운동 입자의 위상 공간 (r, p)에서 확률 밀도 함수 f (r, p, t)를 설명하는 편미분 방정식이다. 이것은 포커르-플랑크 방정식의 특수한 경우이다.
하나의 공간 차원에서 f는 스칼라 x, p, t의 세 독립 변수의 함수이다. 이 경우 클레인-크라머르스 방정식은 다음과 같다.
{\displaystyle {\frac {\partial f}{\partial t}}+{\frac {p}{m}}{\frac {\partial f}{\partial x}}=\xi {\frac {\partial }{\partial p}}\left(p\,f\right)+{\frac {\partial }{\partial p}}\left({\frac {dV}{dx}}\,f\right)+m\xi k_{\mathrm {B} }T\,{\frac {\partial ^{2}f}{\partial p^{2}}}}
여기서 V(x)는 외부 포텐셜, m은 입자 질량, ξ는 마찰(항력) 계수, T는 온도, kB는 볼츠만 상수이다. d 공간 차원에서의 방정식은 다음과 같다.
{\displaystyle {\frac {\partial f}{\partial t}}+{\frac {1}{m}}\mathbf {p} \cdot \nabla _{\mathbf {r} }f=\xi \nabla _{\mathbf {p} }\cdot \left(\mathbf {p} \,f\right)+\nabla _{\mathbf {p} }\cdot \left(\nabla V(\mathbf {r} )\,f\right)+m\xi k_{\mathrm {B} }T\,\nabla _{\mathbf {p} }^{2}f}
여기서 {\displaystyle \nabla _{\mathbf {r} }} 및 {\displaystyle \nabla _{\mathbf {p} }}는 r 및 p에 대한 경사 연산자이며, {\displaystyle \nabla _{\mathbf {p} }^{2}}는 p에 대한 라플라시안이다.
분수 클레인-크라머르스 방정식(영어: fractional Klein-Kramers equation)은 분수계 미적분학을 통해 이상 확산을 통합하는 일반화이다.

## 물리적 근거
클레인-크라머르스 방정식의 물리적 모델은 과소 감쇠 브라운 입자이다. 과대 감쇠 브라운 운동인 표준 브라운 운동과 달리, 과소 감쇠 브라운 운동은 마찰을 유한하게 취하며, 이 경우 운동량은 독립적인 자유도가 된다.
수학적으로, 입자의 상태는 위치 r과 운동량 p로 기술되며, 이는 랑주뱅 방정식에 따라 시간에 따라 진화한다.
{\displaystyle {\begin{aligned}{\dot {\mathbf {r} }}&={\frac {\mathbf {p} }{m}}\\{\dot {\mathbf {p} }}&=-\xi \,\mathbf {p} -\nabla V(\mathbf {r} )+{\sqrt {2m\xi k_{\mathrm {B} }T}}{\boldsymbol {\eta }}(t),\qquad \langle {\boldsymbol {\eta }}^{\mathrm {T} }(t){\boldsymbol {\eta }}(t')\rangle =\mathbf {I} \delta (t-t')\end{aligned}}}
여기서 {\displaystyle {\boldsymbol {\eta }}(t)}는 온도 T의 배경 매질에서 p의 열적 요동을 모델링하는 d-차원 가우스 백색 잡음이다. 이 방정식은 뉴턴의 운동 제2법칙과 유사하지만, 잡음 항 {\displaystyle {\boldsymbol {\eta }}(t)} 때문에 결정론적이 아닌 추계학적("무작위")이다.
동역학은 또한 확률 밀도 함수 f (r, p, t)로 설명될 수 있으며, 이는 시간 t에 입자가 위치 r에 있고 운동량 p를 가질 확률을 나타낸다. 랑주뱅 방정식에서 나오는 추계학적 궤적들을 평균함으로써, f (r, p, t)가 클레인-크라머르스 방정식을 따른다는 것을 보일 수 있다.

## 자유 공간에서의 해
d-차원 자유 공간 문제는 힘을 0으로 설정하고, 무한대에서 0으로 감소하는 {\displaystyle \mathbb {R} ^{\mathrm {d} }}에서의 해, 즉 |r| → ∞일 때 f (r, p, t) → 0인 해를 고려한다.
점원 초기 조건인 1D 자유 공간 문제, f (x, p, 0) = δ(x - x')δ(p - p')의 경우, x와 p에 대한 이변량 가우스 분포인 해는 수브라마니안 찬드라세카르가 1943년에 풀었다 (그는 또한 퍼텐셜이 존재하는 문제들을 풀기 위한 일반적인 방법론을 고안했다):
{\displaystyle {\begin{aligned}f(x,p,t)={\frac {1}{2\pi \sigma _{X}\sigma _{P}{\sqrt {1-\beta ^{2}}}}}\exp \left(-{\frac {1}{2(1-\beta ^{2})}}\left[{\frac {(x-\mu _{X})^{2}}{\sigma _{X}^{2}}}+{\frac {(p-\mu _{P})^{2}}{\sigma _{P}^{2}}}-{\frac {2\beta (x-\mu _{X})(p-\mu _{P})}{\sigma _{X}\sigma _{P}}}\right]\right),\end{aligned}}}
여기서
{\displaystyle {\begin{aligned}&\sigma _{X}^{2}={\frac {k_{\mathrm {B} }T}{m\xi ^{2}}}\left[1+2\xi t-\left(2-e^{-\xi t}\right)^{2}\right];\qquad \sigma _{P}^{2}=mk_{\mathrm {B} }T\left(1-e^{-2\xi t}\right)\\[1ex]&\beta ={\frac {k_{\text{B}}T}{\xi \sigma _{X}\sigma _{P}}}\left(1-e^{-\xi t}\right)^{2}\\[1ex]&\mu _{X}=x'+(m\xi )^{-1}\left(1-e^{-\xi t}\right)p';\qquad \mu _{P}=p'e^{-\xi t}.\end{aligned}}}
이 특수 해는 그린 함수 G(x, x', p, p', t)로도 알려져 있으며, 일반 해, 즉 일반적인 초기 조건 f (x, p, 0)에 대한 해를 구성하는 데 사용될 수 있다:
{\displaystyle f(x,p,t)=\iint G(x,x',p,p',t)f(x',p',0)\,dx'dp'}
유사하게, 점원 초기 조건인 3D 자유 공간 문제 f (r, p, 0) = δ(r - r') δ(p - p')는 다음과 같은 해를 갖는다.
{\displaystyle {\begin{aligned}f(\mathbf {r} ,\mathbf {p} ,t)={\frac {1}{\left(2\pi \sigma _{X}\sigma _{P}{\sqrt {1-\beta ^{2}}}\right)^{3}}}\exp \left[-{\frac {1}{2(1-\beta ^{2})}}\left({\frac {|\mathbf {r} -{\boldsymbol {\mu }}_{X}|^{2}}{\sigma _{X}^{2}}}+{\frac {|\mathbf {p} -{\boldsymbol {\mu }}_{P}|^{2}}{\sigma _{P}^{2}}}-{\frac {2\beta (\mathbf {r} -{\boldsymbol {\mu }}_{X})\cdot (\mathbf {p} -{\boldsymbol {\mu }}_{P})}{\sigma _{X}\sigma _{P}}}\right)\right]\end{aligned}}}
여기서 {\displaystyle {\boldsymbol {\mu }}_{X}=\mathbf {r'} +(m\xi )^{-1}(1-e^{-\xi t})\mathbf {p'} }, {\displaystyle {\boldsymbol {\mu }}_{P}=\mathbf {p'} e^{-\xi t}}이며, {\displaystyle \sigma _{X}}와 {\displaystyle \sigma _{P}}는 1D 해와 같이 정의된다.

### 점근적 행동
특정 조건에서 자유 공간 클레인-크라머르스 방정식의 해는 확산 과정처럼 점근적으로 행동한다. 예를 들어,
{\displaystyle \int _{-\infty }^{\infty }\int _{-\infty }^{\infty }f(x,p,0)\,dp\,dx<\infty }
이면 밀도 {\textstyle \Phi (x,t)\equiv \int _{-\infty }^{\infty }f(x,p,t)\,dp}는 다음을 만족한다.
{\displaystyle {\frac {\Phi (x,t)-\Phi _{D}(x,t)}{\Phi _{D}(x,t)}}={\mathcal {O}}\left({\frac {1}{t}}\right)\quad {\text{as }}t\rightarrow \infty }
여기서 {\displaystyle \Phi _{D}(x,t)=({\sqrt {2\pi t}}\sigma _{X}^{2})^{-1/2}\exp \left[-x^{2}/(2\sigma _{X}^{2}t)\right]}는 확산 방정식의 자유 공간 그린 함수이다.

## 경계 근처에서의 해
클레인-크라머르스 방정식의 1D, 시간에 무관한, 힘이 없는 (F = 0) 버전은 반무한 또는 유계 영역에서 변수분리법으로 풀 수 있다. 해는 일반적으로 공간적으로 빠르게 변하고 경계 자체에서는 비해석적인 경계층을 형성한다.
잘 설정된 문제는 p 영역의 절반에만 경계 데이터를 규정한다: 왼쪽 경계에서는 양의 절반 (p > 0), 오른쪽 경계에서는 음의 절반 (p < 0)이다. 0 < x < ∞에서 정의된 반무한 문제의 경우 경계 조건은 다음과 같이 주어질 수 있다.
{\displaystyle {\begin{aligned}&f(0,p)=\left\{{\begin{array}{cc}g(p)&p>0\\{\text{unspecified}}&p<0\end{array}}\right.\\&f(x,p)\rightarrow 0{\text{  as }}x\rightarrow \infty \end{aligned}}}
일부 함수 g(p)에 대해.
점원 경계 조건의 경우, 해는 무한 합과 곱으로 정확한 표현을 갖는다. 여기서 결과는 클레인-크라머르스 방정식의 무차원 버전에 대해 기술된다.
{\displaystyle w{\frac {\partial f(z,w)}{\partial z}}={\frac {\partial }{\partial w}}\left[wf(z,w)\right]+{\frac {\partial ^{2}f(z,w)}{\partial w^{2}}}}
이 표현에서 길이와 시간은 {\textstyle \ell ={\sqrt {k_{B}T/(m\xi ^{2})}}} 및 {\displaystyle \tau =\xi ^{-1}} 단위로 측정되며, {\displaystyle z\equiv x/\ell } 및 {\displaystyle w\equiv p/(m\ell \xi )}는 모두 무차원이다. z = 0에서의 경계 조건이 g(w) = δ(w - w0)이고, 여기서 w0 > 0이면, 해는 다음과 같다.
{\displaystyle f(x,w)={\frac {w_{0}e^{-w^{2}/2}}{\sqrt {2\pi }}}\left[w_{0}-\zeta \left({\frac {1}{2}}\right)-\sum _{n=1}^{\infty }{\frac {G_{-n}(w_{0})}{2nQ_{n}}}+\sum _{n=1}^{\infty }S_{n}(w_{0})G_{n}(w)e^{-{\sqrt {n}}z}\right]}
여기서
{\displaystyle {\begin{aligned}G_{\pm n}(w)&=(-1)^{n}2^{-n/2}e^{-n}(n!)^{-1/2}e^{\pm {\sqrt {n}}w}H_{n}\left({\frac {w}{\sqrt {2}}}\mp {\sqrt {2n}}\right),\qquad n=1,2,3,\ldots \\[1ex]S_{n}(w_{0})&={\frac {G_{n}(w_{0})}{2{\sqrt {2}}}}-{\frac {1}{2nQ_{n}}}-\sum _{m=1}^{\infty }{\frac {G_{-m}(w_{0})}{4\left(m{\sqrt {n}}+{\sqrt {m}}n\right)Q_{m}Q_{n}}}\\[2ex]Q_{n}&=\lim _{N\to \infty }{\sqrt {n!(N-1)!}}\;e^{2{\sqrt {Nn}}}\left[\prod _{r=0}^{N+n-1}\left({\sqrt {r}}+{\sqrt {n}}\right)\right]^{-1}\end{aligned}}}
이 결과는 위너-호프 방법으로 얻을 수 있다. 그러나 이 표현의 실제 사용은 계열의 느린 수렴, 특히 w 값이 0에 가까울 때 제한적이다.

## 같이 보기
- 포커르-플랑크 방정식
- 오른슈타인-울렌벡 과정
- 위너 확률 과정
- 선형 수송 이론
- 중성자 수송